# Grégory Le Floch
Œuvres principales
- Dans la forêt du hameau de Hardt (2019)
- De parcourir le monde et d'y rôder (2020)

Grégory Le Floch est un écrivain français, né le 30 septembre 1986 à Saint-Lô.

## Biographie
Après une hypokhâgne et une khâgne au lycée Malherbe de Caen et un master en lettres modernes, Grégory Le Floch se consacre à l’écriture.
Il a publié trois romans ainsi que plusieurs nouvelles dans des revues littéraires. Son roman, De parcourir le monde et d'y rôder, paru à la rentrée littéraire de 2020, a remporté quatre prix littéraires. Parmi ses inspirations, se trouvent notamment Orly Castel-Bloom, Thomas Bernhard, Fanny Ardant, Gabrielle Wittkop ou encore Jon Fosse.
Depuis 2022, il participe au comité éditorial de la revue littéraire L'Autoroute de sable.
Il préside la Société des amis de Gabrielle Wittkop. L'association a pour but de réunir les lecteurs et admirateurs de Gabrielle Wittkop afin de promouvoir son œuvre.  

## Prise de position
En janvier 2024, il publie une tribune dans L'Obs, « Aux yeux de certains élèves, une partie du programme est indécente, voire pornographique », dans laquelle il évoque sa difficulté croissante à aborder en classe des œuvres jugées « immorales » par certains élèves.

## Publications

### Romans
- Dans la forêt du hameau de Hardt[3], Éditions de l’Ogre[4], 2019
- De parcourir le monde et d'y rôder, Christian Bourgois éditeur[7], 2020, 252 p.  (ISBN 978-2-2670-4302-0)
- Gloria, Gloria[8], Christian Bourgois éditeur, 2023
- Éloge de la plage, Payot et Rivages, 2023

### Nouvelles
- Les Narines de Fanny, in Le Courage[9], 2020
- Une vie de plaisir, Essai sur l’amour, Animal en feu, in L’Autoroute de sable n° 1 et 2[10], 2021-2022

## Distinctions littéraires
- Bourse de la découverte de la Fondation Prince-Pierre-de-Monaco[11], 2019
- Prix Découverte Transfuge[12], 2020
- Prix Wepler, 2020[13]
- Prix Décembre[14], 2020
- Prix du Récit de l'ailleurs de Saint-Pierre-et-Miquelon[15], 2020
- Prix Sade, 2023

## Cinéma
En 2022, Grégory Le Floch co-écrit le scénario du court métrage Nourrir les cygnes réalisé par Christophe Ideal. Le film remporte le grand prix du jury du Nikon Film Festival.

### Radio
- « La honte et la vertu : la réputation dans les quartiers populaires à l'heure de MeToo », France Culture, Signes des temps de Marc Weitzmann, avec Laure Daussy, Grégory Le Floch et Smaïn Laacher, le 14 janvier 2024